# 25216 Enricobernardi
25216 Enricobernardi este un asteroid din centura principală de asteroizi.

## Descriere
25216 Enricobernardi este un asteroid din centura principală de asteroizi. A fost descoperit pe 10 octombrie 1998 la Observatorul Pleiade de F. Castellani și I. Dal Prete. Asteroidul prezintă o orbită caracterizată de o semiaxă mare de 2,58 ua, o excentricitate de 0,18 și o înclinație de 13,1° în raport cu ecliptica.